# Kodeks Tonalamatl Aubin

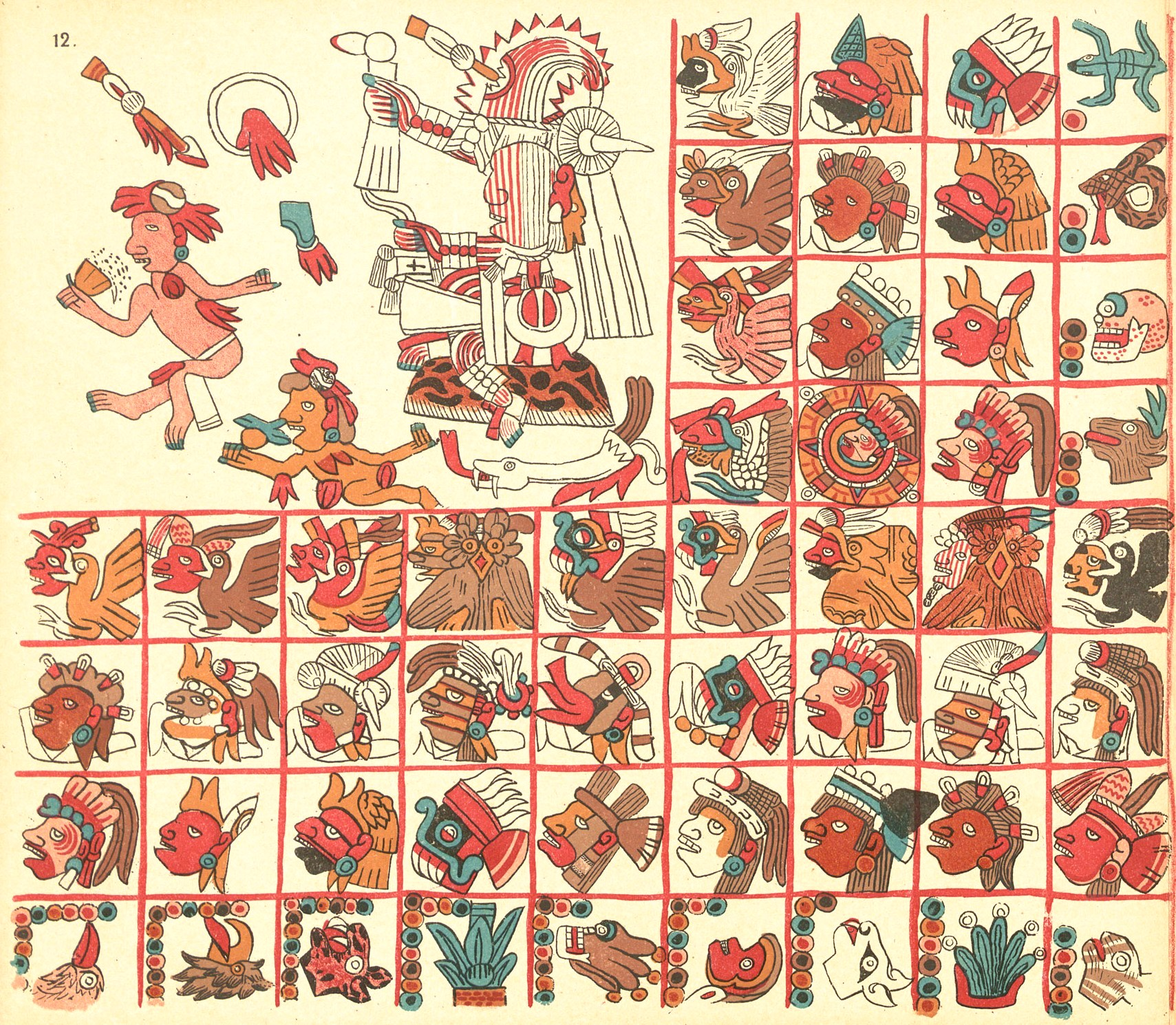
Strona z Kodeksu Tonalamatl Aubin

Kodeks Tonalamatl Aubin – prekolumbijski manuskrypt aztecki będący kalendarzem dni w 260-dniowym roku tonalpohualli.
Najczęściej zwany tonalamatl był popularnym kalendarzem używanym przez kapłanów do określania właściwości danego dnia, przyporządkowywania im odpowiednich bogów oraz określania ich wpływu na urodzonych ludzi w danym dniu. Tonalamatl (w wolnym tłumaczeniu "księgi przeznaczenia") skupiały się na odczytywaniu znaków i przypisywaniu im odpowiednich znaczeń. Sprawował więc funkcję dzisiejszego kalendarza i sennika.
Kodeks Tonalamatl Aubin napisany został w języku Nahuatl. Był wykorzystywany w centralnym Meksyku. Kopie kodeksu wykonywane były najczęściej na papierze wytwarzanym z kory dzikiego figowca amate, o wymiarach 24 x 27 cm. Kilka z nich wykonano na papierze europejskim. Codex Tonalamatl składał się z pasa papieru pokrytego warstwą wapna palonego i złożony w formę harmonii. Każde dwie jego strony poświęcone są jednemu okresowi zwanemu w kalendarzu Azteków trecenem. Aztekowie wyróżniali 20 trecenów po 13 dni każdy. Każdy okres reprezentowany był przez duży rysunek odpowiedniego bóstwa, liczby oznaczające bóstwa pomocnicze, 13 hieroglifów dni oraz rysunki przedmiotów będących związanych z kultem poszczególnego bóstwa czyli ciernie, kadzielnice, ołtarze. W wielu przypadkach przy wizerunkach bogów znajduje się obraz jego nahuals, czyli jego zwierzęcej personifikacji.
Prócz Kodeksu Tonalamatl Aubin do grupy manuskryptów stanowiących kalendarz Tonalamatl należy Kodeks Borbonicus i Kodeks Borgia.
Kodeks Tonalamatl Aubin znajduje się w Bibliotece Narodowej w Paryżu.